# Скарборо (Онтаріо)
Скарборо (англ. Scarborough [ˈskɑrbəroʊ]) — район у східній частині міста Торонто, Онтаріо, Канада. Охоплює територію колишнього міста Скарборо, муніципалітету, який був об'єднаний з Торонто в 1998 році. На півдні межує з озером Онтаріо, на заході з Вікторія Парк-авеню, на півночі зі Стілз-авеню, і на сході з річкою Руж та містом Пікерінг.

## Історія
У 1954 році Скарборо став частиною Метрополії Торонто як один з п'яти районів, а в 1983 році отримав статус міста. Більш ніж за 200 років він виріс із скупчення невеликих сіл у велике місто зі своєю різноманітною культурною спільністю. Названий на честь англійського міста Скарборо, Північний Йоркшир в 1796 році Елізабетою Сімко, яка була під враженням від Круч Скарборо, що нагадували їй про білі скелі в її батьківщині.
Деякі райони в Скарборо є популярним місцем серед нових іммігрантів до Канади. В результаті, Скарборо — один з найрізноманітніших і найбагатокультурніших районів Великого Торонто, а також дім для різних релігійних груп. Район охоплює кілька популярних природних пам'яток Торонто, таких як Кручі Скарборо і Парк Руж. Скарборо був оголошений найзеленішим районом серед усього Торонто.